# Плавунчик червоношиїй
Плавунчик червоношиїй (Haliplus ruficollis) — вид жуків родини плавунчиків (Haliplidae).

## Поширення
Вид поширений в Європі, на Близькому Сході, у Середній Азії та Західному Сибіру. Живе у чистих, стоячих і повільних проточних водоймах. В Україні звичайний, місцями численний вид.

## Опис
Жуки досягають довжини тіла від 2 до 2,5 міліметрів. Верх дуже короткого і широкого тіла блискучий. Переднеспинка дуже широка і в два з половиною рази більша за довжину. Він не має помітного поперечного відбитка перед основою між дуже короткими і прямими базальними смугами. Лінії йдуть паралельно і тільки до середини переднеспинки. Крила мають найширшу частину позаду плечей і звужуються у формі клина до кінчика. Вони мають лише помірно сильні точкові смуги, які не позначені більшою точкою з ямками біля основи. Дуже тонкий ряд точок біля шва надкрил значно слабший за інші. Епіплеври також мають ряд грубих точок. Диск покривного крила також має чорнуваті плями, крім смуг.